# 長谷川四郎 (作家)

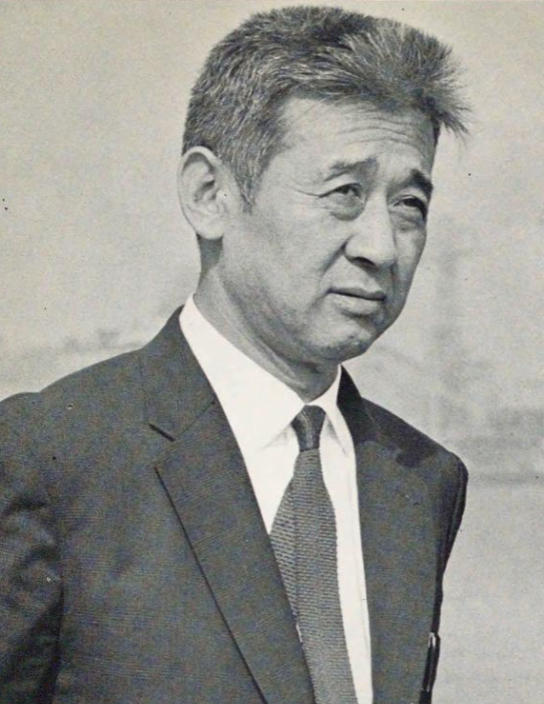
長谷川四郎（1964年）

長谷川 四郎（はせがわ しろう、1909年〈明治42年〉6月7日 - 1987年〈昭和62年〉4月19日）は、日本の小説家、翻訳家。

## 来歴・人物
北海道函館市出身。函館中学卒業。1926年に上京、松本泰のもとに寄宿する。1933年、立教大学予科を経て、法政大学文学部独文科に入学する。関口存男・片山敏彦にドイツ語・ドイツ文学を学び、豊島与志雄からフランス文学を学ぶ。
同学科を卒業後、1936年、南満州鉄道株式会社に入社。1942年、満鉄を退社し、満洲国協和会調査部に入る。1945年、ソ連侵攻により捕虜収容所に収容され、5年に及ぶシベリア抑留となった。
1951年、抑留経験をもとに雑誌『近代文学』に「シベリヤ物語」を発表した。その後、新日本文学会で活躍し、1960年代の同会を花田清輝と共にささえた。この間、1967年3月には、ベイルートで開かれた第3回アジア・アフリカ作家会議に、日本代表団の団長として出席した。1974年、花田清輝と戯曲『故事新編』（魯迅の同名の作品に基づいたもの）を共同制作した。
1987年、都立松沢病院で死去。墓所は富士霊園の文学者之墓。

## 親族
- 長兄：長谷川海太郎（作家）[1]
- 次兄：長谷川潾二郎（洋画家）[1]
- 三兄：長谷川濬（ロシア文学者、詩人）[1]
- 長男：長谷川元吉 - 映画・CMカメラマン。吉田喜重・馬場康夫監督ほか多くの作品を撮影、『父・長谷川四郎の謎』（草思社、2002年）を刊行。

## 著作ほか
主な作品は、晶文社から『長谷川四郎全集』全16巻（1977年 - 1978年）として刊行された。『全集』以降の著作は『ぼくのシベリアの伯父さん 長谷川四郎読本』（編著、1981年）と『文学的回想』（小著、1983年）が、没後の遺著に『山猫の遺言』（大著、1988年）がある。2009年8月、生誕100年記念出版『KAWADE道の手帖 長谷川四郎 時空を超えた自由人』（河出書房新社）が刊行された。

### 訳書
アルセーニエフ『デルスウ・ウザーラ 沿海州探検行』（平凡社東洋文庫／新版・河出書房新社［河出文庫］全2巻）を訳しており、これは黒澤明監督『デルス・ウザーラ』（日ソ合作、1975年）の原作となっている。

## 著書
- 『シベリヤ物語』（筑摩書房） 1952、旺文社文庫、講談社文芸文庫（電子書籍あり）
- 『鶴』（みすず書房） 1953、集英社文庫、講談社文芸文庫 - 文庫は各・改訂
- 『無名氏の手記』（みすず書房） 1954
- 『赤い岩』（みすず書房） 1954
- 『悪い夢』（ダヴィッド社） 1955
- 『阿久正の話』（河出新書） 1955、講談社文芸文庫 1991
- 『遠近法』（パトリア、新鋭作家叢書)  1957
- 『通り過ぎる者』（講談社） 1958
- 『随筆丹下左膳』（みすず書房、みすず・ぶっくす） 1959
- 『トロワ・コント』（実業之日本社） 1959
- 『ベルリン物語』（勁草書房） 1961、講談社文芸文庫 1992 - 池内紀解説
- 『目下旧聞篇 きょうかたるきのうのこと』（未來社） 1963
- 『さまざまな歌 詩集・訳詩集』（思潮社） 1965
- 「長谷川四郎作品集」全4巻（晶文社） 1966 - 1969 - 毎日出版文化賞受賞
- 『模範兵隊小説集』（筑摩書房） 1966
- 『シベリヤ再発見 開かれる自然と詩』（三省堂新書） 1968
- 『恐ろしい本』（筑摩書房、ちくま少年図書館)  1970
- 『ボートの三人』（河出書房新社） 1971
- 『ぼくの伯父さん』（青土社） 1971
- 『ダンダン 海に落ちた話』（筑摩書房、ちくま少年文学館) 1972
- 『原住民の歌 詩集』（晶文社） 1972
- 『知恵の悲しみ わがバリエテ』（創樹社） 1973
- 『中国服のブレヒト』（みすず書房） 1973
- 『長谷川四郎の自由時間』（土曜美術社） 1975
- 「長谷川四郎全集」全16巻（晶文社） 1976 - 1978
- 『北京ベルリン物語』（筑摩書房） 1976
- 『長い長い板塀』（河出書房新社） 1976
- 『よく似た人』（筑摩書房） 1977.3
- 『九つの物語』（青土社） 1980.12
- 『ぼくのシベリアの伯父さん 長谷川四郎読本』（晶文社） 1981.5
- 『長谷川四郎詩集』（小沢信男編、土曜美術社、日本現代詩文庫） 1982.4
- 『ところで今は何時かね 画文集』（大和美術印刷出版部、きゃらばん文庫)　1982.11
- 『文学的回想』（晶文社） 1983.6
- 『山猫の遺言』（晶文社） 1988.4 - 遺著の文集
- 『長谷川四郎　ちくま日本文学全集46』（筑摩書房） 1992
- 『鶴 / シベリヤ物語』（小沢信男編、みすず書房、大人の本棚） 2004
- 『長谷川四郎集　戦後文学エッセイ選2』（影書房） 2006
- 『シベリヤ物語　長谷川四郎傑作選』（堀江敏幸編、ちくま文庫） 2024
- 『鶴　長谷川四郎傑作選』（堀江敏幸編、ちくま文庫） 2025

## 翻訳
- 『パスキエ家の記録』全10巻（ジョルジュ・デュアメル、みすず書房） 1950 - 1952
- 『ソヴェト文学入門』（ジャン・ペリュス、みすず書房） 1952
- 『グラン・モーヌ ある青年の愛と冒険』（アラン＝フルニエ、みすず書房） 1952、新装版 2004
- 『ウスリー紀行』（アルセーニエフ、河出書房、世界探検紀行全集10） 1953
  - 『ウスリー紀行 ほか』（世界ノンフィクション全集35：筑摩書房） 1962 - 抜粋
- 『リルケ読本』（河出新書） 1956
- 『海 訳詩集』（飯塚書店） 1956
- 『平和の味 詩集』（ギュヴィク、国文社、ピポー叢書） 1957
- 『尋問』（アンリ・アレッグ、みすず書房） 1958
- 『三銃士』（デューマ、講談社、少年少女新世界文学全集)  1963
- 『コイナさん談義』（ベルトルト・ブレヒト、未來社） 1963
- 『キューバの歌 詩集』（ニコラ・ギリェン、国文社、ピポー叢書） 1964
- 『デルスウ・ウザーラ 沿海州探検行』（アルセーニエフ、平凡社、東洋文庫） 1965。のちワイド版、電子書籍版
  - 『デルスー・ウザーラ』上・下（河出文庫） 1995 - 上巻に「ウスリー紀行」を併録
    - 『シベリアの密林を行く ほか』（現代世界ノンフィクション全集：筑摩書房） 1966、新版1978 - 抜粋
    - 『シベリアの密林を行く ほか』（ノンフィクション全集：筑摩書房） 1973 - 別版
- 『ロルカ詩集』（みすず書房） 1967、土曜社 2020
- 『世界反戦詩集』（木島始, 菅原克己共編、太平洋出版社） 1970
- 『壁に隠れて 理髪師マヌエルとスペイン内乱』（ロナルド・フレーザー、平凡社） 1973、新装版 2001
- 『風の神の琴 訳詩集』（せりか書房） 1973
- 『オリバーくん』（ロバート・クラウス、ほるぷ出版） 1976.6
- 『コケコッコー』（ラインホルト・エーアハルト、ほるぷ出版） 1976.9
- 『ヤチのおにんぎょう ブラジル民話より』（C・センドレラ、ほるぷ出版） 1976.9
- 『マラルメ先生のマザー・グース』（ステファヌ・マラルメ、晶文社） 1977.3
- 『ブレヒト詩集』（みすず書房） 1978.8、新装版 1998
- 『吉備津の釜うらない 雨月物語』（平凡社） 1978.9
- 『おおきくてもちいさくても…』（マリア・エンリカ・アゴスティネリ、ほるぷ出版） 1979.8
- 『ねずみせんせいのしんさつじかん』（イングリット・オルデン、ほるぷ出版） 1980.6
- 『家庭用説教集』（ベルトルト・ブレヒト、野村修共訳、晶文社、ブレヒト・コレクション)  1981.6
- 『子供の十字軍』（ベルトルト・ブレヒト、リブロポート） 1986.1、新装復刊（パロル舎） 2005
- 『カフカ傑作短篇集』（フランツ・カフカ、福武文庫） 1988.3 - 新版21編